# يان أندرو
يان أندرو (بالإنجليزية: Jan Andrew)‏ (25 نوفمبر 1943 – ) هي سبّاحة، من أستراليا، مثّلت بلادها في الألعاب الأولمبية الصيفية 1960، وسباحة في الألعاب الأولمبية الصيفية 1960 – سيدات 4 × 100 متر تتابع متنوع ‏.

## وصلات خارجية
- يان أندرو على موقع الاتحاد الدولي للسباحة (الإنجليزية)
- يان أندرو على موقع اللجنة الأولمبية الدولية (الإنجليزية)
- يان أندرو على موقع أوليمبيديا (الإنجليزية)
- يان أندرو على موقع اللجنة الأولمبية الأسترالية (الإنجليزية)